# Bardhaman
Bardhaman (auch Barddhaman; bengalisch: বর্ধমান, Bardhamān; früher engl. Burdwan) ist eine Stadt im indischen Bundesstaat Westbengalen. Sie hat etwa 330.000 Einwohner und ist Verwaltungssitz des Distrikts Bardhaman.
Bardhaman liegt am Fluss Damodar etwa 100 km nordwestlich von Kolkata an der Grand Trunk Road (NH 2) und ist an das Netz der Eastern Railway angebunden.
Der Name der Stadt wird auf das 6. Jahrhundert v. Chr. zurückgeführt, als sich der Jain Mahavira, der mit bürgerlichem Namen Vardhamana (Sanskrit-Version des bengalischen Bardhaman) hieß, in der Gegend aufgehalten haben und in Ehrerbietung der Ort nach ihm umbenannt worden sein soll.
Archäologische Forschungen begründen die Annahme, die Gegend sei bereits zwischen 4000 und 2000 v. Chr. besiedelt gewesen. Bardhaman wurde von den Mogulen, Pathan und vom Königreich Maratha aus besetzt. Seit 1657 war der Ort Sitz der örtlichen Zamindare (Großgrundbesitzer und Steuereinnehmer). Ihre Loyalität gegenüber den Engländern insbesondere während des Santal-Aufstands (1855–56) und des großen Aufstands von 1857 sicherte ihnen das Fortwähren ihrer Herrschaft.
Bardhaman ist kulturell vielseitig; es finden sich architektonische Zeugnisse buddhistischen, moslemischen und hinduistischen Einflusses, letztere tragen Zeichen der Sakta und Vaishnava. Das Grab des Sufis Pir Baharam befindet sich ebenfalls dort. Neben dem Schrein von Sarvamangala gibt es zahlreiche weitere Tempel und Shivalingams. Zu den Sehenswürdigkeiten gehören auch die Paläste und Gärten der Zamindari (Golapbag). Seit 1960 ist Bardhaman Universitätsstadt. Sie beherbergt ein nach Meghnad Saha benanntes Planetarium.

## Bilder

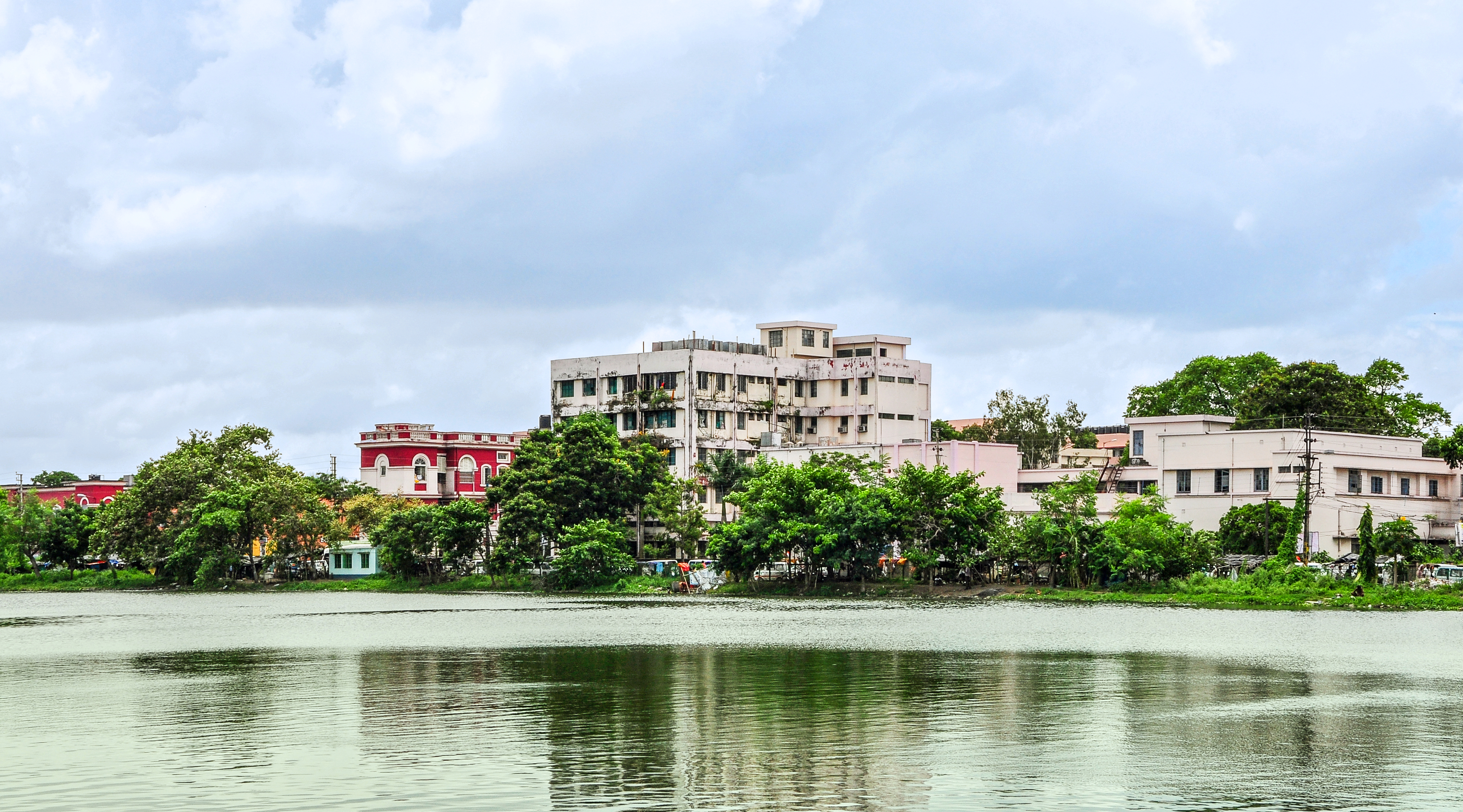
Das Burdwan Medical College
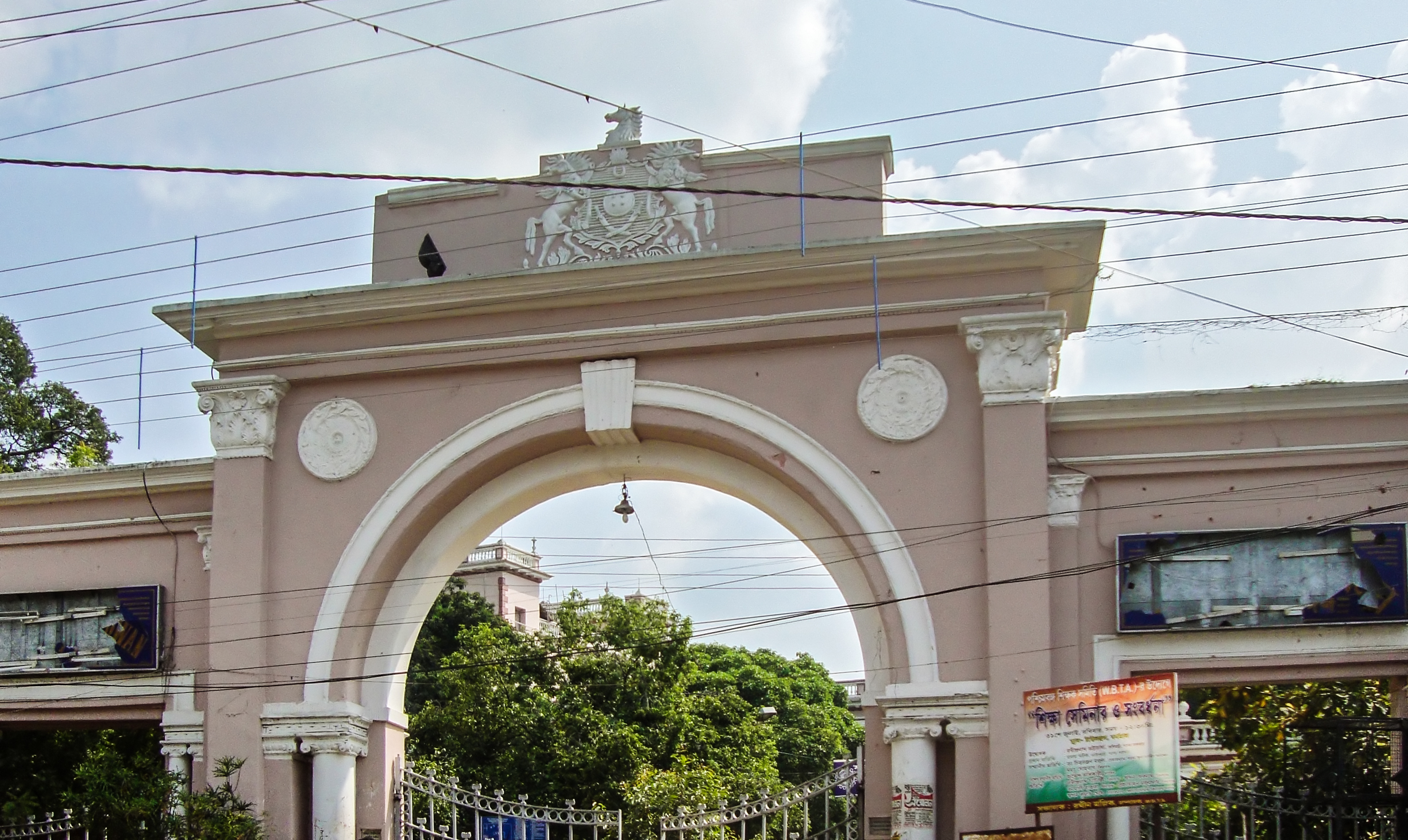
Eingang des Verwaltungskomplexes der University of Burdwan
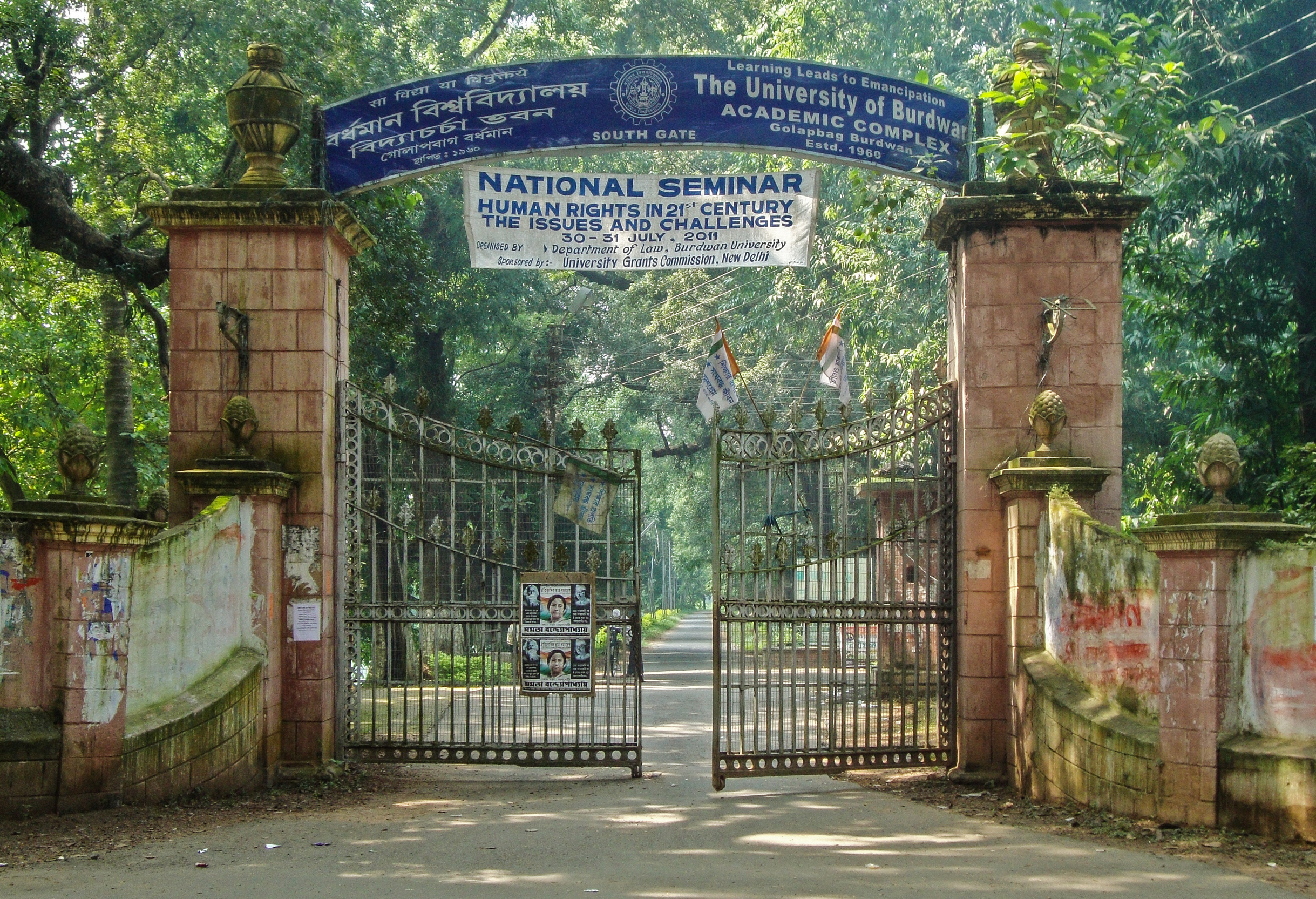
Südtor der University of Burdwan
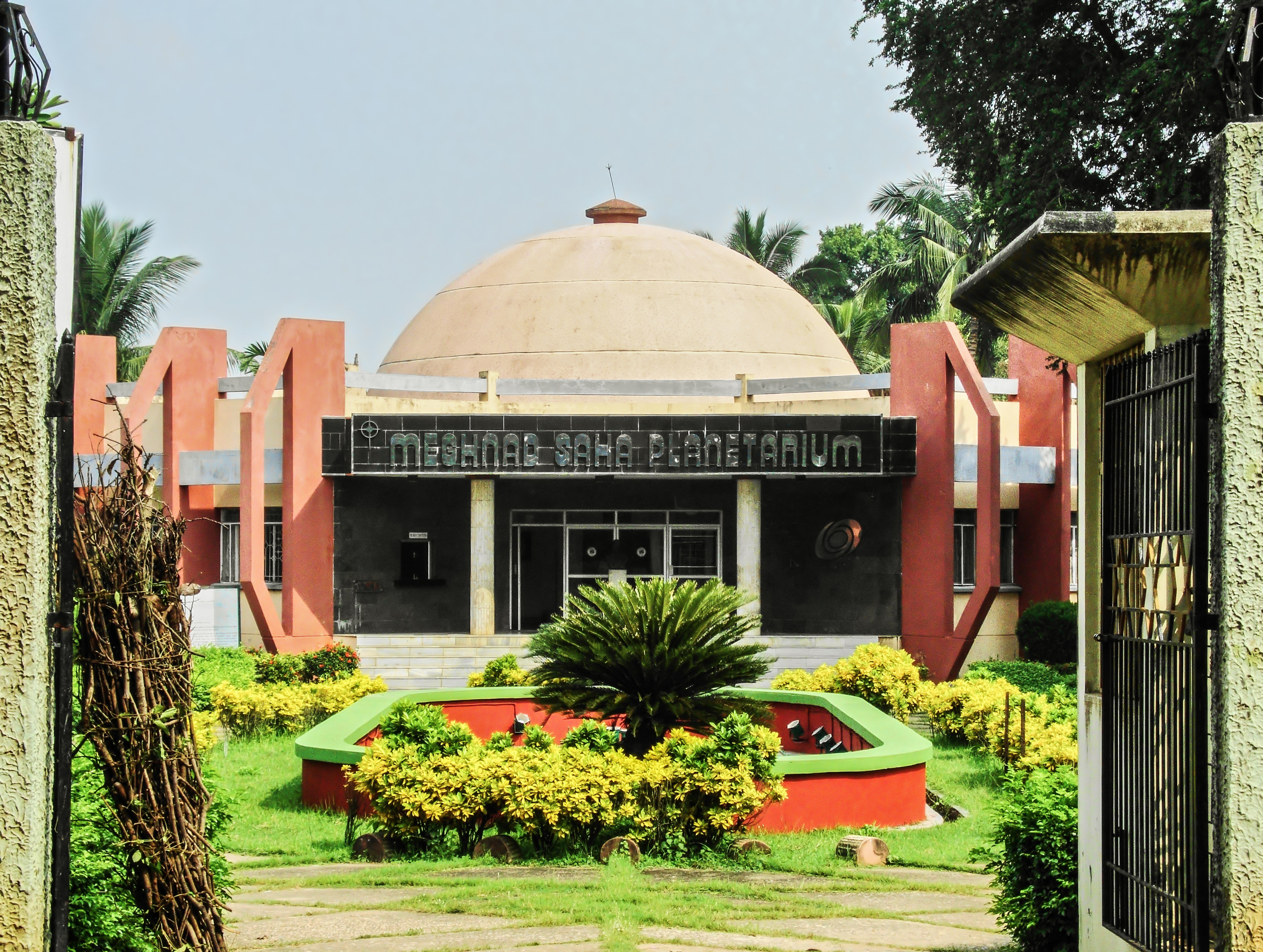
Meghnad Saha Planetarium in Bardhaman
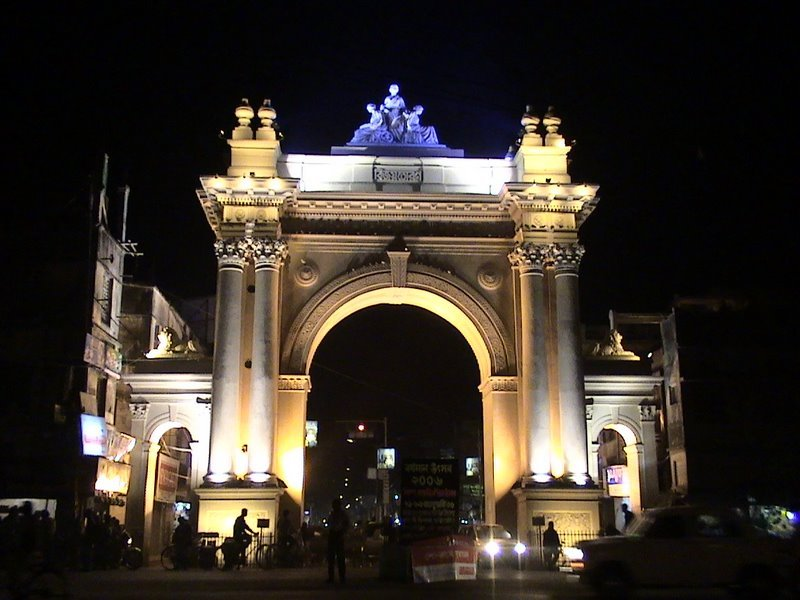
Curzon-Tor
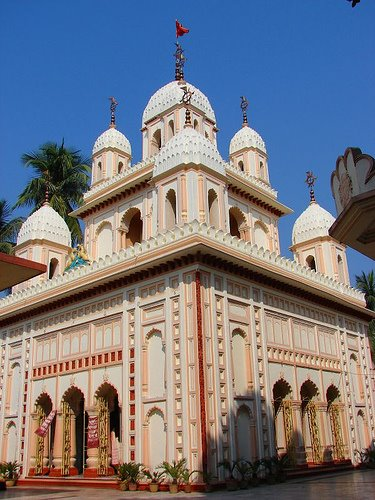
Sarbamangala Tempel